# Maomé ibne Amade Axaibani

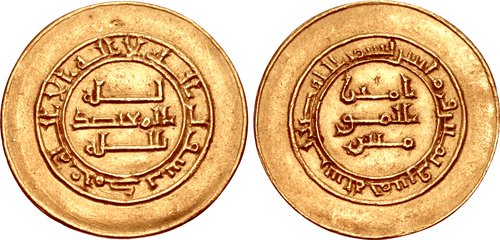
Dinar de ouro do califa Almutadide r.

Maomé ibne Amade Axaibani (Muhammad ibn Ahmad al-Shaybani) foi um governante semiautônomo de Diar Baquir em 898-899, após o que foi deposto pelo Califado Abássida.

## Vida
Maomé foi filho de Amade ibne Issa Axaibani e neto de Issa ibne Axeique Axaibani. Explorando a fraqueza do Califado Abássida após os tumultos da "Anarquia de Samarra", Issa e Amade estabeleceram-se como governantes virtualmente independentes de Diar Baquir na Jazira (Mesopotâmia Superior). Amade também foi capaz de expandir seu controle ao sul da Armênia e por um curto tempo também controlou Moçul, antes do califa abássida Almutadide (r. 870–892) expulsá-lo da cidade e forçá-lo a reconhecer a suserania abássida em 893. Amade permaneceu em controle de Diar Baquir e seu ganhos armênios, mas foi mais adiante cuidadoso para apaziguar o califa e parecer leal a ele.
Quando Amade morreu em 898, Maomé sucedeu-o em Diar Baquir, mas Almutadide resolveu completar a submissão da Jazira inteira ao controle califal direto. Em 899, ele realizou campanha contra Maomé e sitiou-o em sua capital Amida de abril/maio até junho, quando Maomé rendeu-se em troca de clemência para ele e seus apoiantes. O califa tratou Maomé bem, e após instalar seu próprio filho, Almoctafi, como governador da Jazira, levou o emir cativo com ele para Bagdá. Lá, Maomé recebeu o antigo palácio dos taíridas como sua residência. Em janeiro de 900, contudo, o vizir Ubaide Alá ibne Solimão soube que Maomé estava planejando escapar, e ele foi preso. Nada mais se sabe sobre ele depois disso. Um monumento conhecido atribuído a Maomé sobreviveu, o minarete da principal mesquita de Maiafarquim (atual Silvan).